# Calamaria margaritophora
Calamaria margaritophora este o specie de șerpi din genul Calamaria, familia Colubridae, descrisă de Bleeker 1860. Conform Catalogue of Life specia Calamaria margaritophora nu are subspecii cunoscute.